# Georg Mühlberger

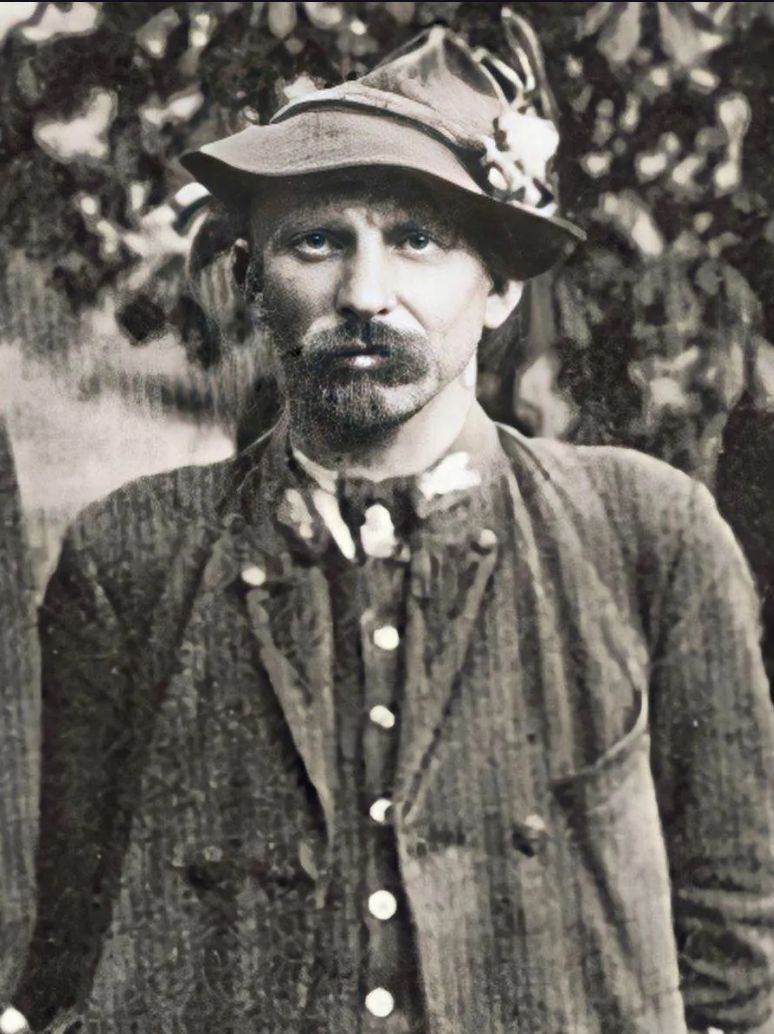
Georg Mühlberger ca. 1920

Georg (Josef) Mühlberger (* 29. Juli 1880 in Pollersham; † unbekannt) war ein hochdekorierter deutscher Scharfschütze im Ersten Weltkrieg. Trotz seiner kriminellen Vergangenheit als Wilderer wurde er mit der Bayerischen Tapferkeitsmedaille in Gold, die höchste Tapferkeitsauszeichnung Bayerns für Nicht-Offiziere, ausgezeichnet. Durch seine extrem schnelle Zielerfassung und Schussabgabe galt er als einer der schnellsten und effektivsten Scharfschützen. Diese Fähigkeit war im direkten Angriff und Verteidigung von großem Vorteil, was er mit hohen Abschusszahlen bei diesen Gefechtsarten mehrfach unter Beweis stellte.

## Kriegsdienst
Bereits im Jugendalter fiel er als Wilderer auf. Die Staatsanwaltschaft Traunstein suchte ihn noch wegen weiterer Delikte wie Schlägereien und Körperverletzungen. Als auf ihn ein Kopfgeld ausgesetzt wurde, setzte er sich in die Schweiz ab und gegen später arbeitete er als Jagdhelfer in Tirol.
Am 7. August 1914 meldete er sich freiwillig zum Kriegseinsatz in das Ers.Btl./b.RIR 3. Am 12. September 1914 erfolgte die Versetzung in das 3. IR. In einigen Quellen wird die 9. Kompanie des 12. Reserve-Infanterie-Regiment (Bayern) genannt. Durch einen Brief an seinen Cousin Johann Mühlberger, ein Landwirt aus Ried, wurde die lokale Presse wieder auf ihn aufmerksam. Nachdem sich der Krieg zum Stellungskrieg entwickelt hatte, meldete er sich 1914 bei seinem Kompaniechef freiwillig als Scharfschütze. Diesem teilte er mit, dass er als langjähriger Wilderer reichlich jagdliche Erfahrung besitze und auch mit dem Umgang mit Zielfernrohrgewehren vertraut sei. Des Weiteren informierte er ihn, dass auf seinen Kopf 400 Mark ausgesetzt sei, was dem vierfachen Bruttomonatslohn eines Arbeiters entsprach. Anstatt ihn der Justiz zu übergeben, setzte ihn der Hauptmann als Scharfschütze ein. Am 24. November 1914 deckte er den Angriff seiner Einheit bei Neuville-Saint-Vaast. Da ihm seine Stellung zu enge Feuergrenzen bot, stieg er über die Stellung und tötete, stehend freihändig, 45 Franzosen, trotz heftigem Feindbeschuss. Einen Tag später konnte er bei einem weiteren Angriff nochmals 25 Franzosen töten, darunter einen Offizier.
In der bayerischen Presse wurde er als Held gefeiert. Seine kriminelle Vergangenheit wurde dabei aber verschwiegen.
Juni 1915 wurde er aus dem Krankenhaus entlassen, nachdem er durch einen Granatensplitter am Kopf verletzt wurde. Danach erhielt er eine offizielle Scharfschützenausbildung. Wieder an der Front, konnte er aus einer einzelnen Marschkolonne weitere 14 Abschüsse tätigen.
Während eines Heimaturlaubes geriet er am 5. September 1915 in eine Schlägerei, wo er mit einem Messer schwer verletzt und ins Rosenheimer Krankenhaus eingeliefert wurde. Danach war er gesundheitlich nicht mehr für die Infanterie einsetzbar und wurde in eine Ballonbeobachtereinheit versetzt. Die Nachwirkungen des Messerangriffs führten schließlich am 17. April 1918 zu seiner Entlassung aus der Armee.

## Nachkriegszeit
Nach dem Krieg arbeitete er als Wildhüter beim Baron Theodor von Cramer-Klett junior in Hohenaschau im Chiemgau, einem Gebiet, in dem er vor dem Krieg gewildert hatte. Trotz einer festen Anstellung fand er sich im Zivilleben nicht zurecht. Er geriet wiederholt in Schlägereien und als ein lokaler Wilderer 1921 erschossen wurde, galt er als Hauptverdächtiger. Obwohl unschuldig, musste ihn Baron von Cramer-Klett entlassen, allerdings nicht ohne für seinen ehemaligen Widersacher und nun guten Freund eine neue Anstellung als Staatsförster zu finden. Dort verfiel Mühlberger wieder der Wilderei, weswegen er 1921 angeklagt wurde. Zum Prozess kam es aber nicht, da er sich abermals absetzte. Danach verlor sich seine Spur.

## Auszeichnungen
- Verwundetenabzeichen
- Eisernes Kreuz 2. Klasse

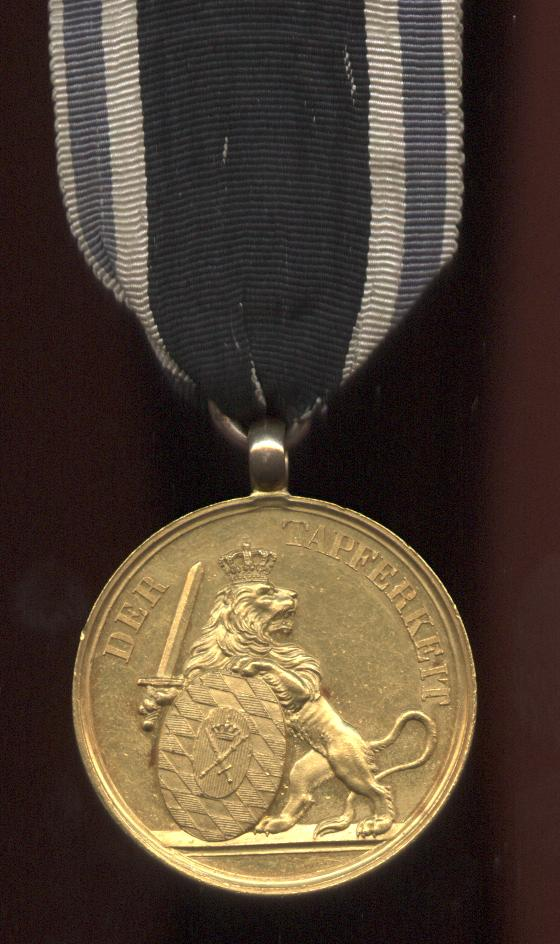
Bayerische Tapferkeitsmedaille in Gold

- Bayerische Tapferkeitsmedaille in Gold